# Бяла върба
Бялата върба (Salix alba) е двудомно дърво.
Бялата върба е влаголюбива и студоустойчива. Расте на надморска височина до 1600 m, предимно около реки. Среща се в Европа, Азия и Северна Африка като в България това е най-разпространеният вид върба. На височина достига до 25 m.

## Действие и приложение[2]
В съвременната медицина се използва върбовата кора, която се събира рано на пролет. Кората е нарязва на парченца или се смачква, за да се използва в отвари.
Има противоревматично, обезболяващо, потогонно, успокояващо действие. При простудни, трескави състояния, плеврит, ревматизъм, подагра, главоболие, възпаление на пикочния мехур По-рядко се прилага при чревни разстройства, обилна менструация, кожни обриви, гнойни рани, против потене на краката и др.
Внимание!
Върбата в големи количества може да доведе до неразположение, като гадене, стомашно-чревни проблеми, световъртеж и обрив. Прекомерната употреба маже да предизвика поява на афти в устата. Растението не се приема при алергия към аспирин. Кората не се препоръчва при бременни жени или кърмачки, както и за хора, страдащи от астма, стомашна язва, диабет и бъбречни заболявания.